# Concert du nouvel an 1985 à Vienne
Le concert du nouvel an 1985 de l'orchestre philharmonique de Vienne, qui a lieu le 1er janvier 1985, est le 45e concert du nouvel an donné au Musikverein, à Vienne, en Autriche. Il est dirigé pour la sixième fois consécutive par le chef d'orchestre américain Lorin Maazel.
Johann Strauss II y est toujours le compositeur principal, mais ses frères Josef et Eduard sont représentés, respectivement avec quatre et deux pièces, et leur père Johann présente une seconde œuvre en plus de sa célèbre Marche de Radetzky qui clôt le concert. Par ailleurs, pour la première et unique fois, une œuvre d'Hector Berlioz y est interprétée : Le Carnaval romain, ouverture basée sur des thèmes de son opéra Benvenuto Cellini.
Seules trois pièces sur les dix-sept au total sont jouées pour la première fois au concert du nouvel an.

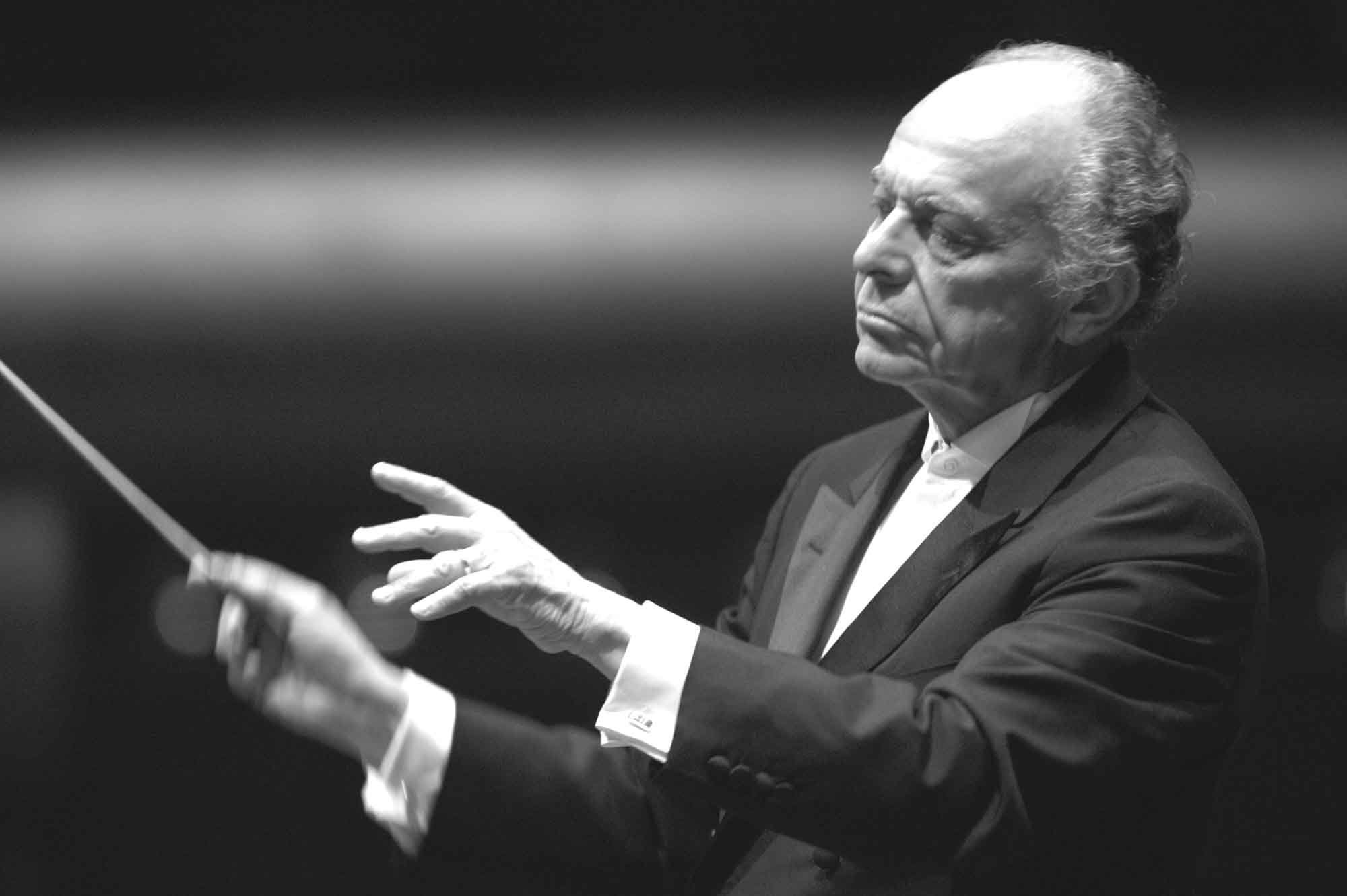
Lorin Maazel (en 2003)

## Programme
Les pièces suivies d'un astérisque (*) sont jouées pour la première fois.

### Première partie
1. Johann Strauss II : ouverture de l'opérette Der Zigeunerbaron
2. Josef Strauss : Die Schwätzerin, polka-mazurka, op. 144
3. Eduard Strauss : Bahn frei, polka rapide, op. 45
4. Josef Strauss : Mein Lebenslauf ist Lieb' und Lust, valse, op. 263
5. Josef Strauss : Im Fluge, polka rapide, op. 230

### Deuxième partie
1. Hector Berlioz : Le Carnaval romain, ouverture caractéristique basée sur des thèmes de l'opéra Benvenuto Cellini, op. 9*
2. Eduard Strauss : Fesche Geister, valse, op. 75
3. Johann Strauss II : Neue Pizzicato-Polka, polka, op. 449
4. Johann Strauss : Gitana-Galopp, op. 108, galop, arrangement de Max Schönherr*
5. Josef Strauss : Jokey-Polka, polka rapide, op. 278
6. Josef Strauss : Transactionen, valse, op. 184
7. Johann Strauss II : Lob der Frauen, polka-mazurka, op. 315
8. Johann Strauss II : Tik-Tak, polka rapide, op. 365
9. Johann Strauss II : Marche de l'empereur François-Joseph, marche, op. 67, arrangement de Max Schönherr*

### Rappels
1. Johann Strauss II : Banditen-Galopp, galop, op. 378
2. Johann Strauss II : Le Beau Danube bleu, valse, op. 314
3. Johann Strauss : Marche de Radetzky, marche, op. 228